# 루이 네엘
루이 외젠 펠릭스 네엘(1904년 11월 22일 - 2000년 11월 17일)은 리옹에서 출생한 프랑스의 물리학자이다. 그는 에콜 노르말 쉬페리외르를 졸업했고, 고체의 자기력에 대한 연구로 1970년에 한네스 알벤과 함께 노벨 물리학상을 받았다. 수많은 그의 공헌은 특히 컴퓨터의 메모리 단위에서 많은 응용법을 낳았다. 1930년경에 그는 강자성체의 반대 개념으로, 자기장의 새로운 성질인 반강자성체를 제안했고, 네엘 상태가 되면 반강자성이 사라진다는 것도 밝혀냈다. 그는 1947년에 페라이트가 강자성을 띌 수도 있다는 사실을 지적했다. 또한 그는 평범한 암석도 약한 자기력을 띈다는 사실을 밝혀내어 지구의 자기장에 관한 연구를 가능케 했다.

## 생애
그는 1904년 11월 22일에 프랑스의 리옹에서 출생했다. 1924년부터 1928년까지 에콜 노르말 쉬페리외르에서 공부한 그는 졸업하던 해인 1928년에 그 곳의 시간 강사가 되었다. 1932년에는 스트라스부르 대학교에서 박사 학위를 받았고, 1937년부터 1945년까지 그 곳에서 과학 교수로 임용되었다. 1945년부터는 그르노블에서 교수직을 맡았고, 이듬해인 1946년에는 프랑스 국립 과학 연구 센터의 연구소 관리자가 되었으며, 1954년부터 1970년까지는 그르노블 공과대학교의 관리자 직을, 1970년에는 연구소장 직을 맡았다. 1956년부터 1970년까지는 그르노블 핵물리학 센터의 관리자였다. 1949년부터 1969년까지는 프랑스 국립 과학 연구 센터의 위원으로, 1952년부터는 프랑스 군의 과학 고문으로, 북대서양 조약 기구 과학 위원회의 프랑스 대표자로 있었다.